# Rodrigue de Villandrando

Escudo de armas de Rodrigo de Villandrando.

Rodrigue de Villandrando o Rodrigo de Villandrando (h. 1378 - 1448) fue un guerrero castellano, capitán de una mesnada de mercenarios durante la fase final de la guerra de los Cien Años.
Rodrigo de Villandrando fue el célebre jefe de una no menos famosa compañía de mercenarios conocidos como routiers o écorcheurs, de las muchas que asolaron la campiña francesa durante la guerra de los Cien Años, al servicio del rey o de algún poderoso señor. Su triste fama se debe a su arrojo y a sus constantes acciones de pillaje, que le valieron el título de Empereur des Brigands (Emperador de los Bandidos) o L’Écorcheur (El Desollador). De él hace este retrato el cronista Hernando del Pulgar (1436-1493):

E con aquél su gran poder robó, quemó, destruyó, derribó, despobló villas e logares e pueblos de Borgoña e de Francia, en tiempos que aquel miserable reino padescía guerras crueles, que duraron por tiempo de cien años. Siempre estaba en el campo y guardaba muy bien sus reales. Era home airado en los lugares que convenía serlo e mostraba tan gran ferocidad con la ira, que todos le habían miedo.
Hernando de Pulgar

Nacido supuestamente hacia 1386, en la parroquia de San Lorenzo de Illa, provincia de Orense, en realidad vino al mundo en Valladolid, siendo hijo de Pedro García de Villandrando, señor de Bambilla, y de Aldonza Díaz de Corral (otras fuentes la llaman Inés de Corral), “personas limpias y de estado noble”, según Hernando del Pulgar que menciona, como lugar de nacimiento del futuro guerrero, la villa de Valladolid. 
Alonso Fernández de Palencia (Burgo de Osma, 1423 - Sevilla, 1492) describe a los padres como "pobres aunque honrados aldeanos" (Crónica de Enrique IV, trad. de Paz y Meliá, 1904-1909). Su biógrafo, el escritor Rafael del Castillo, en la novela histórica relata que sus padres se habrían exiliado después de que don Pedro cayera en desgracia tras el error de tomar partido por los Bastardos de Gijón y Benavente contra los intereses de Juan I de Castilla. Pulgar, en su Libro de los claros varones de Castilla, cifra la llegada de Rodrigo a territorio francés durante su niñez. En lo que casi todos coinciden es en que, parte de su linaje está ligado al país vecino, pues era nieto, por parte de padre, de Don Juan García Gutiérrez de Villandrando, caballero de la Orden de la Banda y compañero de correrías de Bertrand du Guesclin, el celebérrimo jefe de las Compañías Blancas que apoyaron a Enrique II de Trastámara en su lucha contra Pedro I de Castilla, y de Thérèse de Villaines, la hermana de otro mercenario francés, Pedro el Vesque, originario de Villaines, también fueron padres de Juana García de Villandrando, casada con el Infante Tello Alfonso de Castilla.  
Otras fuentes insisten en que su adolescencia transcurrió en Valladolid, donde habría recibido una esmerada educación, tanto en letras como en el arte de la guerra, al cabo de la cual se habría alistado en la flota que Juan II de Castilla, por disposición de las Cortes castellanas, envió en ayuda del rey de Francia, Carlos VII, en su lucha contra los ingleses. Gracias a su abuela francesa, por parte de padre, habría servido en calidad de paje en la compañía de Jean de Villiers de L’Isle-Adam, Mariscal de Francia, durante la guerra entre Armagnacs y Bourguignons y participado en la toma de París, el 29 de mayo de 1418. En 1420, inmerso en la llamada guerra de los Cien Años, crea su propia compañía, que acabará siendo absorbida por la de Amaury de Sévérac, en 1422. Su ascensión es rápida hasta lograr el título de capitán por méritos propios (batallas de La Gravelle, 1423, Verneuil, 1424, y Montargis, 1427). A la muerte de su protector, en 1427, entra al servicio del rey Carlos VII de Francia, por quien combatirá, junto a la legendaria Juana de Arco, en la liberación de la villa de Orleans, asediada por los ingleses (1429). Entretanto, habrá sometido a intenso pillaje el Languedoc, las regiones de Carcassonne y de Nîmes, llegando incluso hasta Lyon (octubre de 1428).
El 11 de junio de 1430 participa en la batalla de Anthon, a la cabeza de 400 curtidos y sanguinarios mercenarios, y en las filas de rey francés, contra las fuerzas de Louis de Chalon Arlay, Príncipe de Orange y vasallo de Felipe el Bueno, duque de Borgoña. Hace prisioneros a François de La Palud, señor de Varembon, y a Guillaume de Vienne, señor de Bussy, por los que obtendrá pingües rescates. Recibe entonces el encargo de defender la frontera con el ducado de Borgoña. 
En 1431, por mediación de su hermano Pedro de Corral (autor de La Crónica del Rey Rodrigo, o Crónica sarracina), ofrece sus servicios al rey Alfonso V de Aragón, siempre y cuando “no fuessen empleados contra la persona del rey de Castilla”. Una alianza que romperá, al año siguiente, la influencia del condestable don Álvaro de Luna a favor de su señor, Juan II de Castilla, en su lucha contra los infantes de Aragón, y que le valdrá a Rodrigo el título de Conde de Ribadeo (concedido el 22 de diciembre, en solemne ceremonia celebrada en Zamora).
Meses más tarde, asola la localidad de Saint-Clément-de-Régnat, y es empleado por los franceses para reprimir a sangre y fuego una rebelión campesina, para lo cual no duda en masacrar a aquellos, hombres, mujeres y niños, que se habían refugiado en Saint-Romain-le-Puy. En septiembre de ese mismo año, sus hombres, a sueldo de Georges de la Trémoille, logran conservar la plaza de Les Ponts-de-Cé frente a sucesivos asaltos por parte de las tropas de Jean V de Bueil. Hacia 1433, en la cima de su poder, Rodrigo de Villandrando dispone, a sus órdenes, de cerca de 10 000 aguerridos mercenarios, entre ingleses (los llamados Rodrigoys), franceses, flamencos, alemanes, españoles (entre otros, su no menos famoso lugarteniente, Juan de Salazar de Escalante), incluso italianos y suizos y hace imperar su ley, basada en el terror, en toda la región de Médoc, cuya pequeña nobleza, así como los habitantes de ciudades, pueblos y aldeas son sistemáticamente sometidos a pillaje o al pago de protección. Ese mismo año, el 2 de mayo, celebra sus esponsales con Marguerite, hija ilegítima del duque Jean I y medio hermana de Charles I, duque de Borbón. A cambio de un préstamo de 6.000 escudos, adquiere los señoríos de Ussel y Châteldon, propiedad de su cuñado. Durante los seis años siguientes, de 1434 a 1439, y tras la firma del tratado de Arrás (1435), que pone temporalmente fin a la guerra de Cien Años (la paz definitiva no será establecida hasta el 24 de agosto de 1475, por el tratado de Picquigny), reside de forma permanente en la fortaleza de Montgibert. Lo que no es óbice para que, durante ese tiempo, sus hombres se dediquen a aquello que mejor saben hacer: el pillaje. Así, las localidades de Bor-et-Bar, Salers, Laparade (1433), Cordes (1436), Lauzun, Fumel, Issigeac y Blanquefort (1438) se ven asediadas, tomadas y asoladas. En 1436, había muerto su esposa, Marguerite, al poco tiempo de dar a luz a un hijo, que bajo el nombre de Charles de Villandrando y Bourbon, heredará, con el tiempo, parte de los bienes y privilegios de los Borbones en Francia. En 1438, responde a la llamada del rey de Francia y bajo las órdenes de Charles II, señor de Albret, y de Jean Poton de Xaintrailles, antiguo compañero de armas de Juana de Arco, arrasa las regiones del Bordelais y de Médoc, deteniéndose únicamente bajo las murallas de la capital, Burdeos. 
En 1440, lucha, al lado de Carlos I de Borbón, contra el rey Carlos VII, en el transcurso de la revuelta protagonizada por parte de la nobleza francesa y conocida bajo el nombre de Praguerie. En 1441, Changy y Pavía son conquistadas por sus hombres. Al año siguiente, cambia de bando, una vez más, y por encargo del rey de Francia, depreda el norte de la Gascuña. 
Rodrigo, declarado proscrito en territorio francés, toda vez que sus servicios ya no son necesarios y que su presencia y la de sus hombres constituyen un serio peligro para la estabilidad del país recién pacificado, y reclamado por su señor natural, Juan II, regresa a su país de origen, en compañía de miles de sus mercenarios, para verse honrado con los títulos de Mariscal de Castilla y Vizconde de La Illa, su lugar de nacimiento. Obtiene, asimismo, por su actuación, durante el asedio de Toledo (en 1441), contra las fuerzas del infante don Enrique, en guerra contra su padre en calidad de aliado de su suegro, el rey de Navarra, el singular privilegio, extensivo a sus descendientes, de sentarse a comer a la mesa del monarca en la fiesta de la Epifanía y de recibir de éste el vestuario acorde con la ocasión. Dejaba, tras de sí, en territorio francés, a su lugarteniente, Juan de Salazar. A su regreso, contrae matrimonio, en segundas nupcias, con Beatriz de Zúñiga (hija del Mariscal Íñigo de Zúñiga), con la que tendrá dos hijos, Pedro, futuro conde de Ribadeo, y María. Sus gestas y su trayectoria -aunque sin nombrarlo explícitamente-, fueron recogidas con crítica satírica en la Segunda Parte del Libro Tercero del poemario medieval valenciano Espill de Jaume Roig, contraponiendo sus mercenarias acciones militares, a la del ideal caballeresco.
Respecto de su muerte, existen diferentes versiones, como corresponde a un hombre cuyas hazañas y fechorías han cimentado la leyenda. Según algunos, entre otros el propio Pulgar y el novelista Rafael del Castillo, hacia el final de sus días, arrepentido quizás por toda la sangre vertida, habría hecho donación de sus cuantiosos bienes a la Iglesia y se habría retirado al Monasterio de la Merced de Valladolid, redactando su testamento en marzo de 1448 y muriendo antes del 12 de julio del mismo año; en (1455, según Hernando de Pulgar). 
Según otros –los menos-, Rodrigo de Villandrando habría sido víctima del complot urdido por nobles castellanos levantiscos y mediante el que tenían decidido asesinar al soberano con ocasión de un banquete, ofrecido como falso testimonio de su fidelidad. Confundiéndolo con el monarca, al que el propio Rodrigo, sabedor de la conjura, habría escondido en los aposentos reales, los conspiradores acribillaron con sus dagas el cuerpo del leal oficial. De ser ciertos, los hechos descritos tendrían que haber ocurrido antes de 1454, fecha de fallecimiento del rey, aunque más bien suenan a historia fabulada.